# Liste des cathédrales de Cavan
Plusieurs cathédrales sont situées dans les environs immédiats de Cavan, en Irlande :
- la cathédrale Saint-Patrick-et-Saint-Felim de l’Église catholique romaine, dans la ville-même ;
- la cathédrale Saint-Felim, datant d’avant la Réforme anglaise et actuellement à l’Église d’Irlande, dans le village voisin de Kilmore.

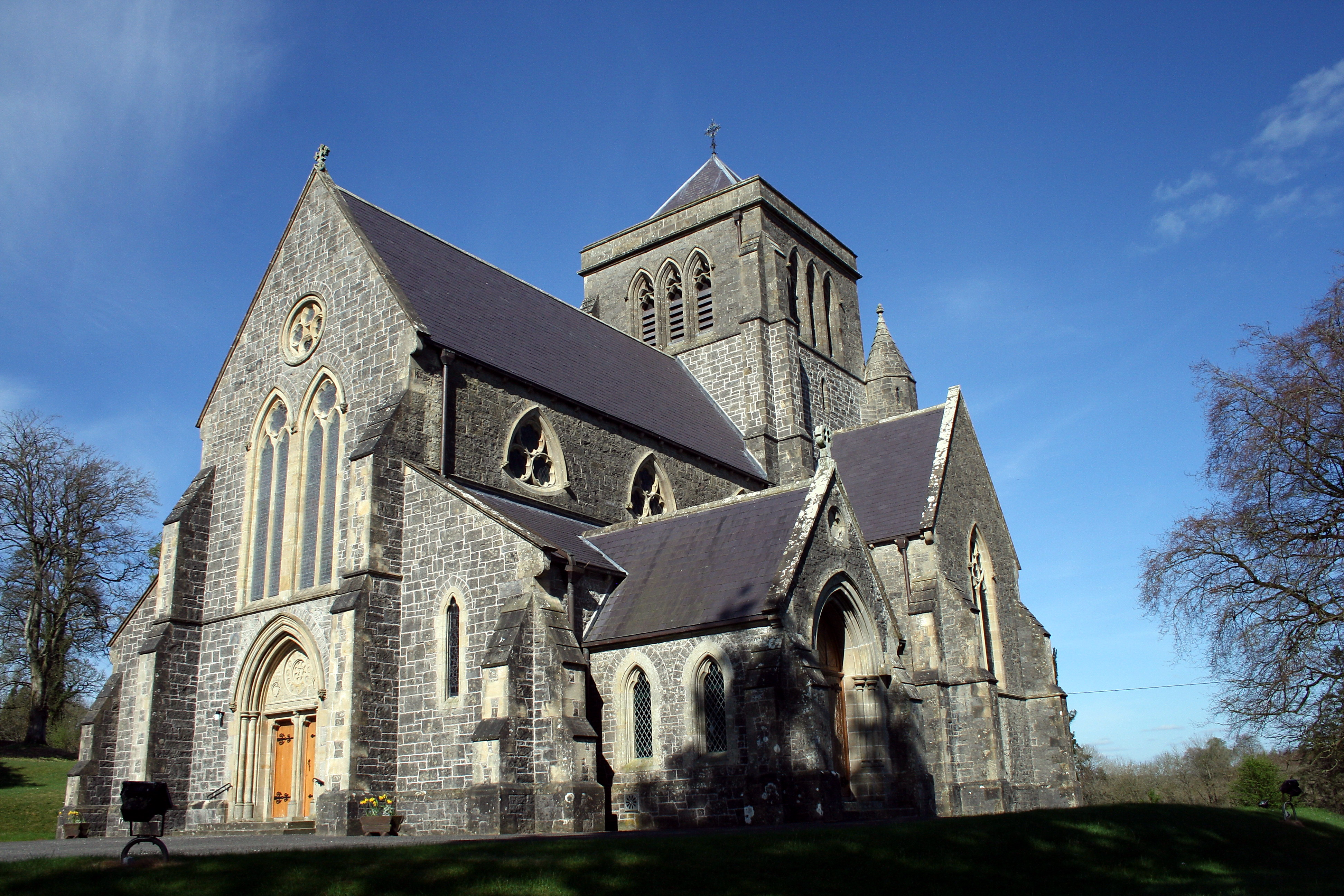
Cathédrale historique Saint-Felim de Kilmore
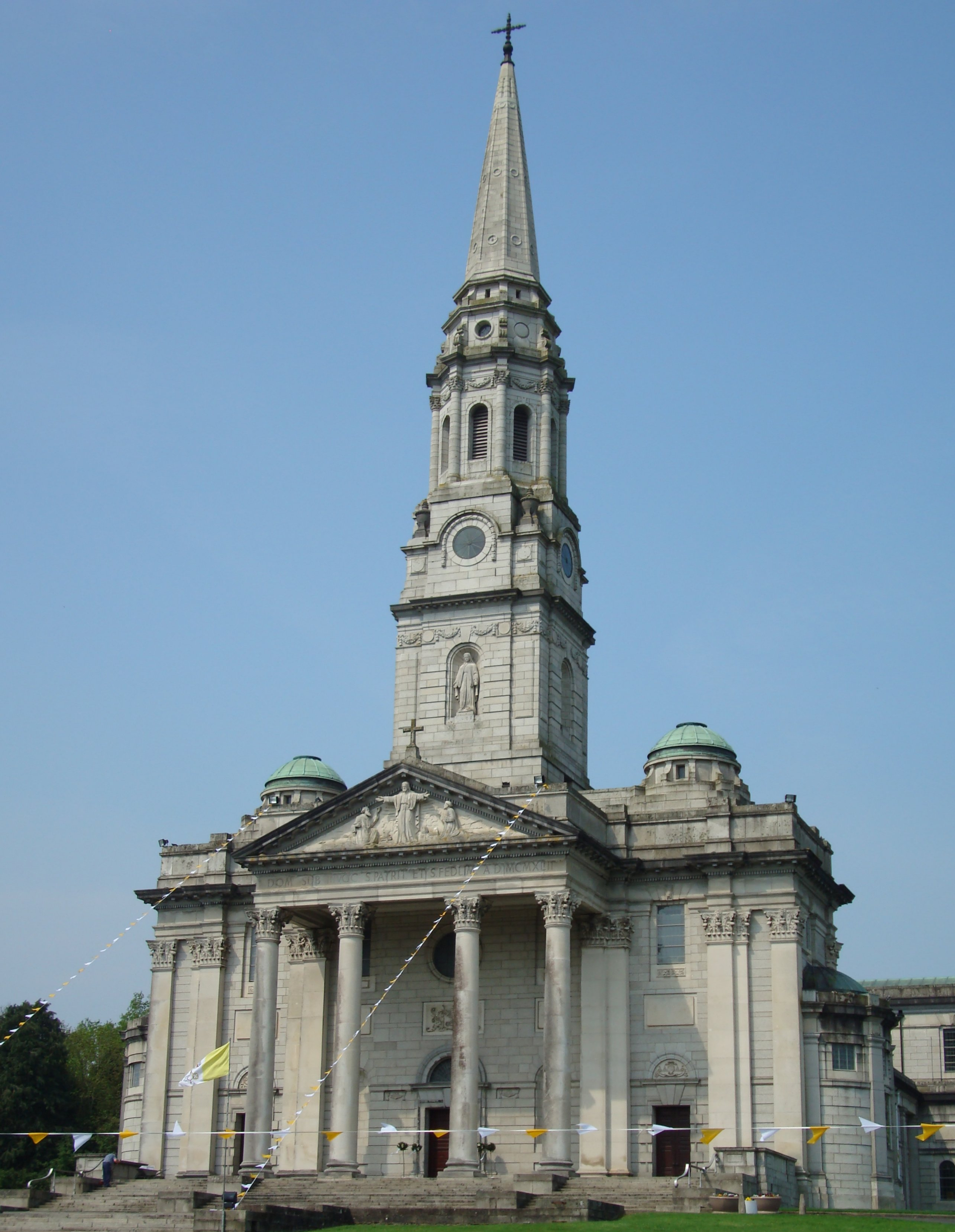
Cathédrale Saint-Patrick-et-Saint-Felim de Cavan